# Notopais quadrispinosa
Notopais quadrispinosa là một loài chân đều trong họ Munnopsidae. Loài này được Beddard miêu tả khoa học năm 1886.